# Epilobium leptocarpum
Epilobium leptocarpum är en dunörtsväxtart som beskrevs av Haussk.. Epilobium leptocarpum ingår i släktet dunörter, och familjen dunörtsväxter. Inga underarter finns listade i Catalogue of Life.